# Hamilton (Massachusetts)
Hamilton è un comune degli Stati Uniti d'America facente parte della contea di Essex nello stato del Massachusetts.
Qua sono nati l'attore David Morse e il comico Bo Burnham.